# Transtextualidad
La transtextualidad es un término acuñado por el teórico literario y narratólogo Gérard Genette. En su libro Palimpsestos: la literatura en segundo grado (1982), Genette explica la transtextualidad, o “trascendencia textual del texto”, como "todo lo que pone al texto en relación, manifiesta o secreta, con otros textos".  Dentro de este mismo estudio, el teórico francés enumera cinco tipos de relaciones transtextuales que cada texto posee: architextualidad, hipertextualidad, intertextualidad, metatextualidad y paratextualidad.

## Concepto
Genette toma como paradigma para establecer la nomenclatura de esta teoría el concepto de intertextualidad, que Julia Kristeva había acuñado en 1967, y que Genette reformula para incluirlo como una de las cinco categorías de la transtextualidad. La intertextualidad había sido explicada por Kristeva, a partir de la semiótica de Ferdinand de Saussure y del dialogismo de Mijaíl Bajtín, como aquello que reemplaza a la intersubjetividad al establecer que el significado de un texto no se transfiere de escritor a lector, sino que es mediado por una serie de códigos que involucran otros textos.
Aunque en sus orígenes el concepto de intertextualidad de Julia Kristeva es relevante para el postestructuralismo, Gérard Genette parte de una visión estructuralista para estudiar el campo de la literatura, en donde las obras no son originales, únicas o autónomas, sino que son articulaciones específicas (selecciones y combinaciones) de un sistema delimitado pero “abierto”. Genette hace que la teoría de la transtextualidad se extienda a aspectos de la textualidad que van desde lo material hasta la abstracción más amplia de los sentidos que se comunican, con lo que se incluye a la intertextualidad propuesta por Kristeva, pero de manera más restrictiva, por lo que considera que el concepto de transtextualidad es más inclusivo. Aunque no se han realizado estudios detallados de las cinco categorías que Genette propone, las definiciones de cada una de éstas permiten una delimitación clara de lo que engloban.

## Tipos de relaciones transtextuales
Aunque Genette explica que las cinco categorías de trascendencia textual pueden mezclar sus límites unas con otras, el narratólogo las enumera con base en el grado de abstracción, implicitación y globalidad, con el siguiente orden creciente:

### Intertextualidad
La intertextualidad funge como el paradigma terminológico de la transtextualidad, a partir de lo propuesto por Julia Kristeva. Genette define este concepto, “de manera restrictiva, como una relación de copresencia entre dos o más textos”, por lo que no equivale al que se emplea en el postestructuralismo.

### Paratextualidad
Si bien una obra literaria consiste en un texto verbal con una determinada significación, este texto no se presenta sin el acompañamiento y refuerzo de ciertas producciones “que no sabemos si debemos considerarlas o no como pertenecientes al texto, pero que en todo caso lo rodean y lo prolongan precisamente por presentarlo”.

### Metatextualidad
La metatextualidad, el tercer tipo de trascendencia textual, es una relación que se puede entender como “de comentario”. En este sentido, un texto que habla de otro establece una relación metatextual con ese, sin que necesariamente lo cite, o incluso sin que lo mencione.  De acuerdo con Genette, la relación que se establece por este tipo de discurso es crítica, y considera así que la teoría y crítica literaria es el metatexto por excelencia.

### Hipertextualidad
El cuarto tipo de trascendencia textual es sobre el que se centra Palimpsestos: la hipertextualidad. Según Genette, las relaciones hipertextuales son las que incluyen a un texto B (llamado hipertexto) y a un texto A (el hipotexto), que es anterior a B, y del cual se puede decir que parte este último.

### Architextualidad
En un estudio previo a Palimpsestos, Gérard Genette explica que el interés de la poética literaria no es el texto en su singularidad, sino el architexto, o la architextualidad del texto, que equipara al estudio de la literaliedad de la literatura.

## Transtextualidad y las artes
Las cinco categorías de la transtextualidad están tan ligadas unas con otras que los cruces y empalmes se presentan en varias formas. Así, un elemento paratextual puede incluir una cita intertextual de una obra que, a su vez, puede devenir en un comentario metatextual, o hipertextual. Del mismo modo, la transtextualidad no se limita al campo literario, aunque Genette lo explora a profundidad desde este ámbito. En la actualidad, existen diversas estrategias de vinculación entre una obra y otra, sean éstas del mismo género, o no. Es decir: la transtextualidad también se presenta de forma interdisciplinaria, y los cruces entre las categorías de trascendencia se presentan con mucha mayor facilidad.
La música presenta diversos ejemplos, como es el caso de la canción “United States of Eurasia”, del grupo inglés Muse, que hace referencia a 1984, la novela de George Orwell:

You and me are the same

We don't know or care who's to blame

But we know that whoever holds the reins

Nothing will change

Our cause has gone insane

...You and me fall in line

To be punished for unproven crimes!

And we know that there is no one we can trust;

Our ancient heroes, they are turning to dust!
Muse

En estas estrofas hay una alusión a ciertos aspectos de la novela, como la igualdad entre individuos, su inminente ruptura psicológica debido al régimen totalitario que no acepta ningún tipo de propuesta o cambio (primera estrofa), o la constante amenaza de ser castigados por cometer Crimental, así como el estar conscientes de que lo que alguna vez ocurrió ha dejado de ser por medio de la manipulación historiográfica manejada en la novela (segunda estrofa). El título de la canción como elemento paratextual alude necesariamente a la novela de Orwell, ya que ese es también el nombre de uno de los tres países en 1984, por lo que hay una relación intertextual entre la canción y la novela, así como un aspecto hipertextual, pues tanto la canción como al álbum que la incluye está inspirado en ésta y otras novelas distópicas.
El sexto álbum de estudio del cantautor David Bowie, titulado Diamond Dogs, fue pensado como una especie de banda sonora para la misma novela de Orwell, e incluye canciones como  "We Are the Dead", "Big Brother / Chant of the Ever Circling Skeletal Family" o la homónima ''1984".
Otra de las técnicas que está relacionada con la transtextualidad es la écfrasis, en donde por medio del lenguaje se hace una reproducción detallada de una obra visual. Dado que la écfrasis se relaciona principalmente con pinturas, esculturas, u otras obras de arte, ésta no es una simple descripción. Uno de los ejemplos más claros de écfrasis es la colección de poemas Pictures from Brueghel, del poeta estadounidense William Carlos Williams, en la que cada poema está dedicado a “reproducir” algún cuadro del famoso pintor Pieter Brueghel “El Viejo”.
Asimismo, la adaptación de obras literarias a filmes implica una relación hipertextual, a la vez que incluso se puede presentar un proceso de adaptación literaria, como es muy común en el posmodernismo, mediante la reescritura, la apropiación, y otras técnicas de actualización de las obras.